# U-92 (tàu ngầm Đức) (1942)
U-92 là một tàu ngầm tấn công  Lớp Type VII thuộc phân lớp Type VIIC được Hải quân Đức Quốc Xã chế tạo trong Chiến tranh Thế giới thứ hai. Nhập biên chế năm 1942, nó đã thực hiện được chín chuyến tuần tra, đánh chìm được hai tàu buôn tổng tải trọng 17.612 GRT, gây tổn thất toàn bộ cho một tàu chiến tải trọng 1.625 tấn, cùng gây hư hại cho một tàu buôn khác. U-92 bị hư hại nặng do trúng bom tại cảng Bergen, Na Uy vào ngày 4 tháng 10, 1944, và sau khi xuất biên chế, nó đắm ngoài khơi cảng Trondheim, Na Uy vào ngày 7 tháng 3, 1945.

## Thiết kế và chế tạo

### Thiết kế

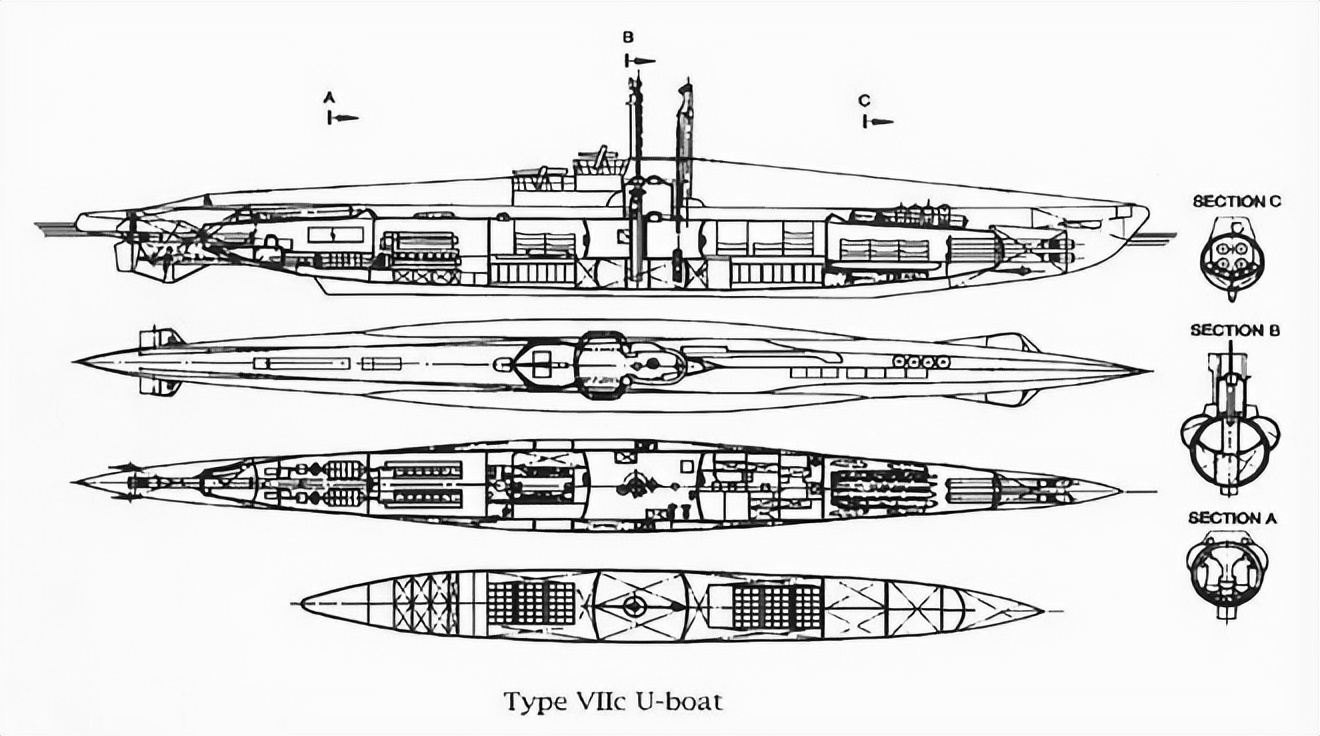
Sơ đồ các mặt cắt một tàu ngầm Type VIIC

Phân lớp VIIC của Tàu ngầm Type VII là một phiên bản VIIB được kéo dài thêm. Chúng có trọng lượng choán nước 769 t (757 tấn Anh) khi nổi và 871 t (857 tấn Anh) khi lặn). Con tàu có chiều dài chung 67,10 m (220 ft 2 in), lớp vỏ trong chịu áp lực dài 50,50 m (165 ft 8 in), mạn tàu rộng 6,20 m (20 ft 4 in), chiều cao 9,60 m (31 ft 6 in) và mớn nước 4,74 m (15 ft 7 in).
Chúng trang bị hai động cơ diesel Germaniawerft F46 siêu tăng áp 6-xy lanh 4 thì, tổng công suất 2.800–3.200 PS (2.100–2.400 kW; 2.800–3.200 bhp), dẫn động hai trục chân vịt đường kính 1,23 m (4,0 ft), cho phép đạt tốc độ tối đa 17,7 kn (32,8 km/h), và tầm hoạt động tối đa 8.500 nmi (15.700 km) khi đi tốc độ đường trường 10 kn (19 km/h). Khi đi ngầm dưới nước, chúng sử dụng hai động cơ/máy phát điện AEG GU 460/8–27  tổng công suất 750 PS (550 kW; 740 shp). Tốc độ tối đa khi lặn là 7,6 kn (14,1 km/h), và tầm hoạt động 80 nmi (150 km) ở tốc độ 4 kn (7,4 km/h). Con tàu có khả năng lặn sâu đến 230 m (750 ft).
Vũ khí trang bị có năm ống phóng ngư lôi 53,3 cm (21 in), bao gồm bốn ống trước mũi và một ống phía đuôi, và mang theo tổng cộng 14 quả ngư lôi, hoặc tối đa 22 quả thủy lôi TMA, hoặc 33 quả TMB. Tàu ngầm Type VIIC bố trí một hải pháo 8,8 cm SK C/35 cùng một pháo phòng không 2 cm (0,79 in) trên boong tàu. Thủy thủ đoàn bao gồm 4 sĩ quan và 40-56 thủy thủ.

### Chế tạo
U-92 được đặt hàng vào ngày 25 tháng 1, 1939, và được đặt lườn tại xưởng tàu của hãng Flender Werke tại Lübeck vào ngày 25 tháng 11, 1940. Nó được hạ thủy vào ngày 10 tháng 1, 1942, và nhập biên chế cùng Hải quân Đức Quốc Xã vào ngày 3 tháng 3, 1942 dưới quyền chỉ huy của Hạm trưởng, Đại úy Hải quân Adolf Oelrich.

## Lịch sử hoạt động

### 1942

#### Chuyến tuần tra thứ nhất
U-92 khởi hành từ Kiel vào ngày 12 tháng 8, 1942 cho chuyến tuần tra đầu tiên trong chiến tranh. Chiếc tàu ngầm băng qua khe GIUK giữa quần đảo Faroe và Iceland để vòng qua quần đảo Anh và đi đến vùng biển về phía Tây Ireland (Khu vực Tiếp cận phía Tây). Chiếc tàu ngầm không đánh chìm được mục tiêu nào nên kết thúc chuyến tuần tra và đi đến cảng Brest bên bờ biển Đại Tây Dương của Pháp đã bị Đức chiếm đóng, đến nơi vào ngày 25 tháng 9. Brest trở thành căn cứ hoạt động của U-92 trong suốt tám chuyến tuần tra tiếp theo.

#### Chuyến tuần tra thứ hai
Trong chuyến tuần tra thứ hai kéo dài từ ngày 24 tháng 10 đến ngày 28 tháng 12, U-92 hoạt động tại khu vực giữa Bắc Đại Tây Dương. Tàu buôn Anh Clan Mactaggart 7.622 GRT trong thành phần Đoàn tàu MKS 1X đã bị nó phóng ngư lôi đánh chìm ở vị trí 50 mi (80 km) về phía Tây Nam Cádiz, Tây Ban Nha vào ngày 16 tháng 11.

### 1943

#### Chuyến tuần tra thứ ba
Trong chuyến tuần tra thứ ba kéo dài từ ngày 6 tháng 2 đến ngày 5 tháng 3, 1943, U-92 tiếp tục hoạt động tại khu vực giữa Bắc Đại Tây Dương. Nó đã tấn công Đoàn tàu ON 166 ở khu vực phía Bắc quần đảo Azores, đánh chìm tàu chở hành khách Anh Empire Trader 9.990 GRT vào ngày 21 tháng 2, và tiếp tục gây hư hại cho tàu xưởng cá voi Na Uy NT Nielsen-Alonso 9.348 GRT vào ngày hôm sau.

#### Chuyến tuần tra thứ tư, thứ năm và thứ sáu
U-92 đã hoạt động tại khu vực giữa Bắc Đại Tây Dương trong chuyến tuần tra thứ tư từ ngày 12 tháng 4 đến ngày 26 tháng 6.  Trên đường đi vào ngày 14 tháng 4, nó bị một máy bay ném bom Armstrong Whitworth Whitley thả bốn quả bom tấn công trong vịnh Biscay, nhưng chỉ bị hư hại nhẹ.
Trong chuyến tuần tra thứ năm từ ngày 25 tháng 9 đến ngày 7 tháng 10, U-92 hoạt động tại vùng biển phía Tây vịnh Biscay; và trong chuyến tuần tra tiếp theo từ ngày 21 tháng 11, 1943 đến ngày 18 tháng 1, 1944, nó hoạt động tại Khu vực Tiếp cận phía Tây. Trong cả ba chuyến tuần tra này, chiếc tàu ngầm không đánh chìm được mục tiêu nào.

### 1944

#### Chuyến tuần tra thứ bảy và thứ tám
U-92 khởi hành từ cảng Brest vào ngày 5 tháng 3 cho chuyến tuần tra thứ bảy, kéo dài cho đến ngày 10 tháng 5 và hoạt động tại khu vực giữa Bắc Đại Tây Dương. Sau đó U-92 chỉ hoạt động ba ngày trong vịnh Biscay trong chuyến tuần tra tiếp theo, từ ngày 8 tháng 7 đến ngày 10 tháng 7. Trong cả hai chuyến tuần tra này, nó tiếp tục không đánh chìm được mục tiêu nào.

#### Chuyến tuần tra thứ chín
U-92 lại xuất phát từ cảng Brest vào ngày 17 tháng 8 cho chuyến tuần tra thứ tám, và chuyển sang hoạt động tại lối tiếp cận phía Tây eo biển Manche. Tại đây vào ngày 27 tháng 8, nó đã phóng ngư lôi tấn công chiếc tàu đổ bộ LST USS LST-327 (1.625 tấn) ở vị trí khoảng 30 mi (48 km) về phía Bắc Cherbourg, Pháp, khiến LST-327 trở thành một tổn thất toàn bộ. Sau đó nó chuyển sang hoạt động tại vùng biển Na Uy, rồi kết thúc chuyến tuần tra và đi đến cảng Trondheim. Na Uy vào ngày 29 tháng 9.

#### Bị mất
Vào ngày 4 tháng 10, 1944, trong một cuộc không kích xuống cảng Bergen, Na Uy do máy bay ném bom Không quân Hoàng gia Anh thực hiện, U-92 trúng bom và bị hư hại nặng tại tọa độ 60°24′B 5°19′Đ / 60,4°B 5,317°Đ. Được xem là một tổn thất toàn bộ, chiếc tàu ngầm được cho xuất biên chế vào ngày 12 tháng 10, 1944. Nó bị đắm trong khi được kéo đến gần Trondheim, Na Uy vào ngày 7 tháng 3, 1945.
Sau chiến tranh U-92 được phía Đồng Minh trục vớt và tháo dỡ.

### "Bầy sói" tham gia
U-92 từng tham gia hai mươi bầy sói:
- Vorwärts (25 tháng 8 - 17 tháng 9, 1942)
- Natter (2 - 8 tháng 11, 1942)
- Westwall (8 tháng 11 - 16 tháng 12, 1942)
- Ritter (11 - 18 tháng 2, 1943)
- Knappen (19 - 25 tháng 2, 1943)
- Specht (19 tháng 4 - 2 tháng 5, 1943)
- Inn (11 - 15 tháng 5, 1943)
- Naab (12 - 15 tháng 5, 1943)
- Donau 1 (15 - 17 tháng 5, 1943)
- Donau 2 (17 - 26 tháng 5, 1943)
- Trutz (1 - 6 tháng 6, 1943)
- Coronel (4 - 8 tháng 12, 1943)
- Coronel 1 (8 - 14 tháng 12, 1943)
- Coronel 2 (14 - 17 tháng 12, 1943)
- Föhr (18 - 23 tháng 12, 1943)
- Rügen 5 (23 tháng 12, 1943 - 2 tháng 1, 1944)
- Rügen 4 (2 - 5 tháng 1, 1944)
- Rügen 5 (5 - 7 tháng 1, 1944)
- Rügen (7 - 8 tháng 1, 1944)
- Preussen (16 - 22 tháng 3, 1944)

### Tóm tắt chiến công
U-92 đã đánh chìm được hai tàu buôn tổng tải trọng 17.612 GRT, gây tổn thất toàn bộ cho một tàu chiến tải trọng 1.625 tấn, cùng gây hư hại cho một tàu buôn khác:
| Ngày              | Tên tàu           | Quốc tịch       | Tải trọng | Số phận          |
| ----------------- | ----------------- | --------------- | --------- | ---------------- |
| 19 tháng 11, 1942 | Clan Mactaggart   | United Kingdom  | 7.622     | Bị đánh chìm     |
| 21 tháng 2, 1943  | Empire Trader     | United Kingdom  | 9.990     | Bị đánh chìm     |
| 22 tháng 2, 1943  | NT Nielsen-Alonso | Norway          | 9.348     | Bị hư hại        |
| 27 tháng 8, 1944  | USS LST-327       | Hải quân Hoa Kỳ | 1.625     | Tổn thất toàn bộ |